# Shorttrack-Weltmeisterschaften 2001
Die Shorttrack-Weltmeisterschaften 2001 fanden vom 30. März bis 1. April 2001 in Jeonju, Südkorea statt. Ausrichter war die Internationale Eislaufunion (ISU). Erfolgreichste WM-Teilnehmerin war die Chinesin Yang Yang (A), die über 1000, 1500 Meter, im Mehrkampf und mit der Staffel insgesamt vier Goldmedaillen gewann. Mehrkampfweltmeister bei den Männern mit Siegen über 500 und 1000 Meter wurde ihr Teamkollege Li Jiajun.

## Hintergrund und Teilnehmer
| Teilnehmende Nationen  | Teilnehmende Nationen | Teilnehmende Nationen |
| Land                   | Frauen                | Männer                |
| ---------------------- | --------------------- | --------------------- |
| Australien             | 0                     | 1                     |
| Belgien                | 0                     | 2                     |
| Bulgarien              | 5                     | 2                     |
| Volksrepublik China    | 5                     | 5                     |
| Deutschland            | 1                     | 2                     |
| Frankreich             | 0                     | 3                     |
| Vereinigtes Königreich | 1                     | 5                     |
| Hongkong               | 1                     | 0                     |
| Israel                 | 1                     | 1                     |
| Italien                | 5                     | 5                     |
| Japan                  | 5                     | 5                     |
| Kanada                 | 5                     | 5                     |
| Kasachstan             | 0                     | 2                     |
| Litauen                | 0                     | 1                     |
| Mongolei               | 0                     | 2                     |
| Neuseeland             | 0                     | 2                     |
| Niederlande            | 5                     | 5                     |
| Norwegen               | 0                     | 1                     |
| Österreich             | 1                     | 1                     |
| Rumänien               | 1                     | 0                     |
| Russland               | 2                     | 3                     |
| Schweden               | 0                     | 1                     |
| Schweiz                | 0                     | 1                     |
| Südkorea               | 5                     | 5                     |
| Taiwan                 | 1                     | 3                     |
| Ukraine                | 2                     | 2                     |
| Ungarn                 | 0                     | 2                     |
| Vereinigte Staaten     | 5                     | 5                     |

An der Spitze der Mehrkampf-Weltcupwertungen standen am Ende der Saison 2000/01 die Chinesin Yang Yang (A) und der US-Amerikaner Apolo Anton Ohno. Yang war seit 1997 viermal in Serie Weltmeisterin im Mehrkampf geworden und verteidigte in Jeonju ihren Titel. Ohno hatte noch keine Medaille bei Weltmeisterschaften gewonnen. Bei den Teamweltmeisterschaften in Nobeyama eine Woche vor den Weltmeisterschaften waren die Titel an die Mannschaften aus China (bei den Frauen) und aus Kanada (bei den Männern) gegangen.
In Jeonju nahmen 123 Sportler aus 28 Nationen an den Wettkämpfen teil, darunter 51 Frauen und 72 Männer. Deutschland wurde von Christin Priebst bei den Frauen sowie von André Hartwig und Arian Nachbar bei den Männern vertreten. Einzige österreichische Teilnehmer waren Veronika Windisch und Christian Lukas, für die Schweiz startete Sascha Lauber.
Den Vorsitz des WM-Organisationskomitees hatten Park Sung-in und Kim Wan-joo inne, die Internationale Eislaufunion wurde von John Hall vertreten. Leitender Schiedsrichter war der Kanadier Michel Verrault, der von vier Assistenten unterstützt wurde.

## Ablauf
Insgesamt wurden zwölf Wettbewerbe ausgetragen. Es gab, jeweils für Frauen und Männer, einen Mehrkampf sowie Einzelrennen über 500, 1000 und 1500 Meter. Die acht in der Mehrkampfwertung am besten platzierten Läufer nach diesen drei Strecken traten außerdem über 3000 Meter an. Zusätzlich gab es Staffelwettbewerbe, bei den Frauen über 3000 Meter und bei den Männern über 5000 Meter.
In den Mehrkampf flossen die erzielten Ergebnisse über die vier Einzelstrecken ein. Der Erstplatzierte in einem Einzelrennen bekam 34 Punkte, der Zweite 21, der Dritte 13, der Vierte acht, der Fünfte fünf, der Sechste drei, der Siebte zwei und der Achte einen. Allerdings wurden nur Punkte vergeben, wenn der Läufer das Finale erreichte. Bei einer Disqualifikation wurden keine Punkte zuerkannt. Die Addition der erzielten Punkte eines Läufers ergab das Endklassement im Mehrkampf.
Die erfolgreichste Athletin der WM war die Chinesin Yang Yang (A), die ihren Titel im Mehrkampf erfolgreich verteidigte und zudem Weltmeisterin über 1000, 1500 Meter sowie mit der Staffel wurde. Lediglich über 500 Meter schlug ihre Teamkollegin Wang Chunlu sie um eine Zehntelsekunde. Wie in den vorherigen drei Jahren gewannen damit chinesische Shorttrackerinnen alle bei den Frauen vergebenen Weltmeistertitel.
Bei den Männern wurde Li Jiajun wie bereits 1999 Mehrkampfweltmeister. Er siegte über 500 und über 1000 Meter. Hinter Li gewann der US-amerikanische Weltcupsieger Apolo Anton Ohno Silber vor dem punktgleichen Kanadier Marc Gagnon, der Weltmeister über 1500 Meter wurde. Ohno gewann gemeinsam mit Daniel Weinstein, Rusty Smith und Ron Biondo die Goldmedaille in der Staffel – der erste WM-Titel für die US-Amerikaner seit 1976.

## Medaillengewinner
Auf Beschluss des ISU-Kongresses in Québec im Juni 2000 wurden bei den Shorttrack-Weltmeisterschaften 2001 erstmals Weltmeistertitel auf den Einzelstrecken 500, 1000 und 1500 Meter vergeben, zusätzlich zu denen im Mehrkampf und in der Staffel. Das 3000-Meter-Rennen, für das sich die besten Athleten der anderen Teilstrecken qualifizierten, blieb reiner Bestandteil des Mehrkampfes, seine Sieger werden von der ISU nicht als Weltmeister geführt.

### Frauen
| Wettbewerb             | Gold                                                                  | Gold         | Silber                                                       | Silber       | Bronze                                                                   | Bronze       |
| Wettbewerb             | Sportlerin                                                            | Leistung     | Sportlerin                                                   | Leistung     | Sportlerin                                                               | Leistung     |
| ---------------------- | --------------------------------------------------------------------- | ------------ | ------------------------------------------------------------ | ------------ | ------------------------------------------------------------------------ | ------------ |
| 500 Meter              | Wang Chunlu                                                           | 0:45,779 min | Yang Yang (A)                                                | 0:45,872 min | Yang Yang (S)                                                            | 0:45,949 min |
| 1000 Meter             | Yang Yang (A)                                                         | 1:45,664 min | Wang Chunlu                                                  | 1:45,734 min | Yang Yang (S)                                                            | 1:45,773 min |
| 1500 Meter             | Yang Yang (A)                                                         | 2:40,448 min | Ewgenija Radanowa                                            | 2:40,625 min | Marie-Ève Drolet                                                         | 2:40,643 min |
| 3000-Meter-Superfinale | Yang Yang (A)                                                         | 5:43,454 min | Wang Chunlu                                                  | 5:43,549 min | Ewgenija Radanowa                                                        | 5:43,650 min |
| Mehrkampf              | Yang Yang (A)                                                         | 123 Punkte   | Wang Chunlu                                                  | 81 Punkte    | Ewgenija Radanowa                                                        | 50 Punkte    |
| 3000-Meter-Staffel     | Volksrepublik ChinaYang Yang (A) Yang Yang (S) Wang Chunlu Sun Dandan | 4:25,927 min | SüdkoreaPark Hye-won Jeon Da-hye Choi Min-kyung Park Hye-rim | 4:25,976 min | BulgarienMarina Georgiewa Ewgenija Radanowa Anna Krastewa Daniela Wlaewa | 4:27,597 min |

### Männer
| Wettbewerb             | Gold                                                                       | Gold         | Silber                                                                                    | Silber       | Bronze                                                | Bronze       |
| Wettbewerb             | Sportler                                                                   | Leistung     | Sportler                                                                                  | Leistung     | Sportler                                              | Leistung     |
| ---------------------- | -------------------------------------------------------------------------- | ------------ | ----------------------------------------------------------------------------------------- | ------------ | ----------------------------------------------------- | ------------ |
| 500 Meter              | Li Jiajun                                                                  | 0:43,433 min | Jonathan Guilmette                                                                        | 0:43,465 min | Maurizio Carnino                                      | 0:44,691 min |
| 1000 Meter             | Li Jiajun                                                                  | 1:32,034 min | Apolo Anton Ohno                                                                          | 1:32,160 min | Min Ryoung                                            | 1:32,269 min |
| 1500 Meter             | Marc Gagnon                                                                | 2:20,325 min | Min Ryoung                                                                                | 2:20,677 min |                                                       |              |
| 1500 Meter             | Marc Gagnon                                                                | 2:20,325 min | Satoru Terao                                                                              | 2:20,677 min |                                                       |              |
| 3000-Meter-Superfinale | Apolo Anton Ohno                                                           | 5:36,664 min | Marc Gagnon                                                                               | 5:36,831 min | Jonathan Guilmette                                    | 5:37,322 min |
| Mehrkampf              | Li Jiajun                                                                  | 68 Punkte    | Apolo Anton Ohno                                                                          | 63 Punkte    | Marc Gagnon                                           | 63 Punkte    |
| 5000-Meter-Staffel     | Vereinigte StaatenRusty Smith Daniel Weinstein Apolo Anton Ohno Ron Biondo | 7:15,885 min | KanadaMarc Gagnon Éric Bédard Mathieu Turcotte François-Louis Tremblay Jonathan Guilmette | 7:16,458 min | Volksrepublik ChinaLi Jiajun Feng Kai An Yulong Li Ye | 7:25,312 min |

## Ergebnisse

### Frauen

#### Mehrkampf
- In den Spalten 1500, 500, 1000 und 3000 m ist erst angegeben, welche Platzierung die Athletin erreichte, dahinter in Klammern, wie viele Punkte sie dafür erhielt.

| Rang | Name              | Punkte | 1500 m | 500 m  | 1000 m  | 3000 m  |
| ---- | ----------------- | ------ | ------ | ------ | ------- | ------- |
| 1.   | Yang Yang (A)     | 123    | 1 (34) | 2 (21) | 1 (34)  | 1 (34)  |
| 2.   | Wang Chunlu       | 81     | 5 (5)  | 1 (34) | 2 (21)  | 2 (21)  |
| 3.   | Ewgenija Radanowa | 50     | 2 (21) | 4 (8)  | 4 (8)   | 3 (13)  |
| 4.   | Yang Yang (S)     | 37     | 6 (3)  | 3 (13) | 3 (13)  | 4 (8)   |
| 5.   | Tania Vicent      | 13     | 4 (8)  | 30 (0) | 5 (0)   | 5 (5)   |
| 6.   | Marie-Ève Drolet  | 13     | 3 (13) | 9 (0)  | DNS (0) | DNS (0) |

#### 500 Meter
| Rang | Name              | Zeit     |
| ---- | ----------------- | -------- |
| 1.   | Wang Chunlu       | 45,779 s |
| 2.   | Yang Yang (A)     | 45,872 s |
| 3.   | Yang Yang (S)     | 45,949 s |
| 4.   | Ewgenija Radanowa | 46,003 s |
| 5.   | Chikage Tanaka    | 46,761 s |
| 6.   | Alanna Kraus      | 46,142 s |
| 7.   | Katia Zini        | 46,828 s |
| 8.   | Olga Danilov      | 46,384 s |

Datum: 31. März 2001
Rang 1–4 im Finale, Rang 5–8 im Halbfinale.

#### 1000 Meter
| Rang | Name              | Zeit         |
| ---- | ----------------- | ------------ |
| 1.   | Yang Yang (A)     | 1:45,664 min |
| 2.   | Wang Chunlu       | 1:45,734 min |
| 3.   | Yang Yang (S)     | 1:45,773 min |
| 4.   | Ewgenija Radanowa | 1:45,902 min |
| 5.   | Tania Vicent      | 1:37,459 min |
| 6.   | Choi Eun-kyung    | 1:37,024 min |
| 7.   | Alanna Kraus      | 1:38,390 min |
| 8.   | Katia Zini        | 1:37,281 min |

Datum: 1. April 2001
Rang 1–4 im Finale, Rang 5–9 im Halbfinale.

#### 1500 Meter
| Rang | Name              | Zeit         |
| ---- | ----------------- | ------------ |
| 1.   | Yang Yang (A)     | 2:40,448 min |
| 2.   | Ewgenija Radanowa | 2:40,625 min |
| 3.   | Marie-Ève Drolet  | 2:40,643 min |
| 4.   | Tania Vicent      | 2:41,522 min |
| 5.   | Wang Chunlu       | 2:42,307 min |
| 6.   | Yang Yang (S)     | 2:48,623 min |

Datum: 30. März 2001
Rang 1–6 im Finale.

#### 3000 Meter Superfinale
| Rang | Name              | Zeit         |
| ---- | ----------------- | ------------ |
| 1.   | Yang Yang (A)     | 5:43,454 min |
| 2.   | Wang Chunlu       | 5:43,549 min |
| 3.   | Ewgenija Radanowa | 5:43,650 min |
| 4.   | Yang Yang (S)     | 5:44,111 min |
| 5.   | Tania Vicent      | 5:45,553 min |

Datum: 1. April 2001
Superfinale der besten Mehrkämpferinnen nach drei Strecken. Marie-Ève Drolet trat nicht an, nachdem sie sich im 500-Meter-Rennen tags zuvor eine Gehirnerschütterung zugezogen hatte.

#### 3000 Meter Staffel
| Rang | Staffel                                                                             | Zeit         |
| ---- | ----------------------------------------------------------------------------------- | ------------ |
| 1.   | Volksrepublik ChinaYang Yang (A) Yang Yang (S) Wang Chunlu Sun Dandan               | 4:25,927 min |
| 2.   | SüdkoreaPark Hye-won Jeon Da-hye Choi Min-kyung Park Hye-rim                        | 4:25,976 min |
| 3.   | BulgarienMarina Georgiewa Ewgenija Radanowa Anna Krastewa Daniela Wlaewa            | 4:27,597 min |
| 4.   | JapanIkue Teshigawara Chikage Tanaka Atsuko Takata Yoko Iizuka                      | 4:27,638 min |
| 5.   | Vereinigte StaatenAmy Peterson Erin Porter Julie Goskowicz Caroline Hallisey        | 4:27,701 min |
| 6.   | ItalienKatia Zini Mara Zini Marta Capurso Evelina Rodigari                          | 4:27,770 min |
| 7.   | NiederlandeAnke Jannie Landman Danielle Molendijk Maureen de Lange Melanie de Lange | 4:35,674 min |
| 8.   | KanadaMarie-Ève Drolet Amélie Goulet-Nadon Alanna Kraus Tania Vicent                | 4:36,809 min |

Datum: 30. März bis 1. April 2001
Rang 1–4 im Finale, Rang 5–8 im Halbfinale.

### Männer

#### Mehrkampf
- In den Spalten 1500, 500, 1000 und 3000 m ist erst angegeben, welche Platzierung der Athlet erreichte, dahinter in Klammern, wie viele Punkte er dafür erhielt.

| Rang | Name               | Punkte | 1500 m | 500 m  | 1000 m | 3000 m  |
| ---- | ------------------ | ------ | ------ | ------ | ------ | ------- |
| 1.   | Li Jiajun          | 68     | 6 (0)  | 1 (34) | 1 (34) | NC (0)  |
| 2.   | Apolo Anton Ohno   | 63     | 4 (8)  | 17 (0) | 2 (21) | 1 (34)  |
| 3.   | Marc Gagnon        | 63     | 1 (34) | 4 (8)  | 18 (0) | 2 (21)  |
| 4.   | Jonathan Guilmette | 34     | 12 (0) | 2 (21) | 19 (0) | 3 (13)  |
| 5.   | Min Ryoung         | 33     | 2 (17) | 15 (0) | 3 (13) | 6 (3)   |
| 6.   | Satoru Terao       | 25     | 2 (17) | 10 (0) | 8 (0)  | 4 (8)   |
| 7.   | Maurizio Carnino   | 15     | 14 (0) | 3 (13) | 11 (0) | 7 (2)   |
| 8.   | Rusty Smith        | 13     | NC (0) | 7 (0)  | 4 (8)  | 5 (5)   |
| 9.   | Lee Seung-jae      | 5      | 5 (5)  | 14 (0) | 5 (0)  | DNQ (0) |

#### 500 Meter
| Rang | Name               | Zeit     |
| ---- | ------------------ | -------- |
| 1.   | Li Jiajun          | 43,433 s |
| 2.   | Jonathan Guilmette | 43,465 s |
| 3.   | Maurizio Carnino   | 44,691 s |
| 4.   | Marc Gagnon        | 72,603 s |

Datum: 31. März 2001
Rang 1–4 im Finale.
Zwei Runden vor Schluss führte Marc Gagnon, ehe er stürzte und das Rennen an letzter Stelle beendete.

#### 1000 Meter
| Rang | Name             | Zeit         |
| ---- | ---------------- | ------------ |
| 1.   | Li Jiajun        | 1:32,034 min |
| 2.   | Apolo Anton Ohno | 1:32,160 min |
| 3.   | Min Ryoung       | 1:32,269 min |
| 4.   | Rusty Smith      | 1:32,449 min |

Datum: 1. April 2001
Rang 1–4 im Finale.

#### 1500 Meter
| Rang | Name             | Zeit         |
| ---- | ---------------- | ------------ |
| 1.   | Marc Gagnon      | 2:20,325 min |
| 2.   | Min Ryoung       | 2:20,677 min |
| 2.   | Satoru Terao     | 2:20,677 min |
| 4.   | Apolo Anton Ohno | 2:20,897 min |
| 5.   | Lee Seung-jae    | 2:28,432 min |
| 6.   | Li Jiajun        | DSQ          |

Datum: 30. März 2001
Rang 1–6 im Finale.
Min Ryoung und Satoru Terao beendeten den Wettkampf auf die Tausendstelsekunde zeitgleich auf dem zweiten Rang.

#### 3000 Meter Superfinale
| Rang | Name               | Zeit         |
| ---- | ------------------ | ------------ |
| 1.   | Apolo Anton Ohno   | 5:36,664 min |
| 2.   | Marc Gagnon        | 5:36,831 min |
| 3.   | Jonathan Guilmette | 5:37,322 min |
| 4.   | Satoru Terao       | 5:37,346 min |
| 5.   | Rusty Smith        | 5:37,483 min |
| 6.   | Min Ryoung         | 5:37,782 min |
| 7.   | Maurizio Carnino   | 5:38,449 min |
| NC   | Li Jiajun          | DSQ          |

Datum: 1. April 2001
Superfinale der besten Mehrkämpfer nach drei Strecken.

#### 5000 Meter Staffel
| Rang | Name                                                                                      | Zeit         |
| ---- | ----------------------------------------------------------------------------------------- | ------------ |
| 1.   | Vereinigte StaatenRusty Smith Daniel Weinstein Apolo Anton Ohno Ron Biondo                | 7:15,885 min |
| 2.   | KanadaMarc Gagnon Éric Bédard Mathieu Turcotte François-Louis Tremblay Jonathan Guilmette | 7:16,458 min |
| 3.   | Volksrepublik ChinaLi Jiajun Feng Kai An Yulong Li Ye                                     | 7:25,312 min |
| 4.   | ItalienMichele Antonioli Maurizio Carnino Nicola Franceschina Nicola Rodigari Fabio Carta | DSQ          |
| 5.   | JapanTakafumi Nishitani Satoru Terao Yugo Shinohara Hayato Sueyoshi                       | 7:09,768 min |
| 6.   | Vereinigtes KönigreichNicky Gooch Leon Flack Tom Iveson Matthew Jasper                    | 7:25,996 min |
| 7.   | NiederlandeDave Versteeg Cees Juffermans Jeroen Huiskamp Benny Bruggemans                 | 7:16,313 min |
| 8.   | SüdkoreaLee Seung-jae Min Ryoung Lee Jae-kyung An Jung-hyun                               | DSQ          |

Datum: 30. März bis 1. April 2001
Rang 1–4 im Finale, Rang 5–8 im Halbfinale.

## Medaillenspiegel
| Rang   | Nation              | Gold | Silber | Bronze | Gesamt |
| ------ | ------------------- | ---- | ------ | ------ | ------ |
| 1      | Volksrepublik China | 8    | 3      | 3      | 14     |
| 2      | Kanada              | 1    | 2      | 2      | 4      |
| 3      | Vereinigte Staaten  | 1    | 2      | –      | 7      |
| 4      | Südkorea            | –    | 2      | 1      | 3      |
| 5      | Bulgarien           | –    | 1      | 2      | 4      |
| 6      | Japan               | –    | 1      | –      | 1      |
| 7      | Italien             | –    | –      | 1      | 1      |
| Gesamt | Gesamt              | 10   | 11     | 9      | 30     |